# Windows Internet Naming Service
 (septembre 2020).
Si vous disposez d'ouvrages ou d'articles de référence ou si vous connaissez des sites web de qualité traitant du thème abordé ici, merci de compléter l'article en donnant les références utiles à sa vérifiabilité et en les liant à la section « Notes et références ».
Windows Internet Name Service (WINS) est un serveur de noms et services pour les ordinateurs utilisant NetBIOS.
Depuis Windows 2000, Microsoft conseille à ses clients d'utiliser Active Directory (et le DNS Dynamique) plutôt que WINS.

## Description
En pratique, WINS est aux noms Netbios, ce que le DNS est au FQDN - un dépôt central d'informations (base de données), auquel un client voulant contacter un ordinateur sur le réseau peut envoyer des requêtes pour trouver l'adresse IP à joindre, plutôt que d'envoyer une requête globale (à tout le monde - broadcast - ) pour demander l'adresse à contacter. Le système réduit alors le trafic global sur le réseau.

## Serveur WINS enOpen source
En dehors des logiciels Microsoft, Samba peut aussi agir en serveur WINS.